# Parede de pedra

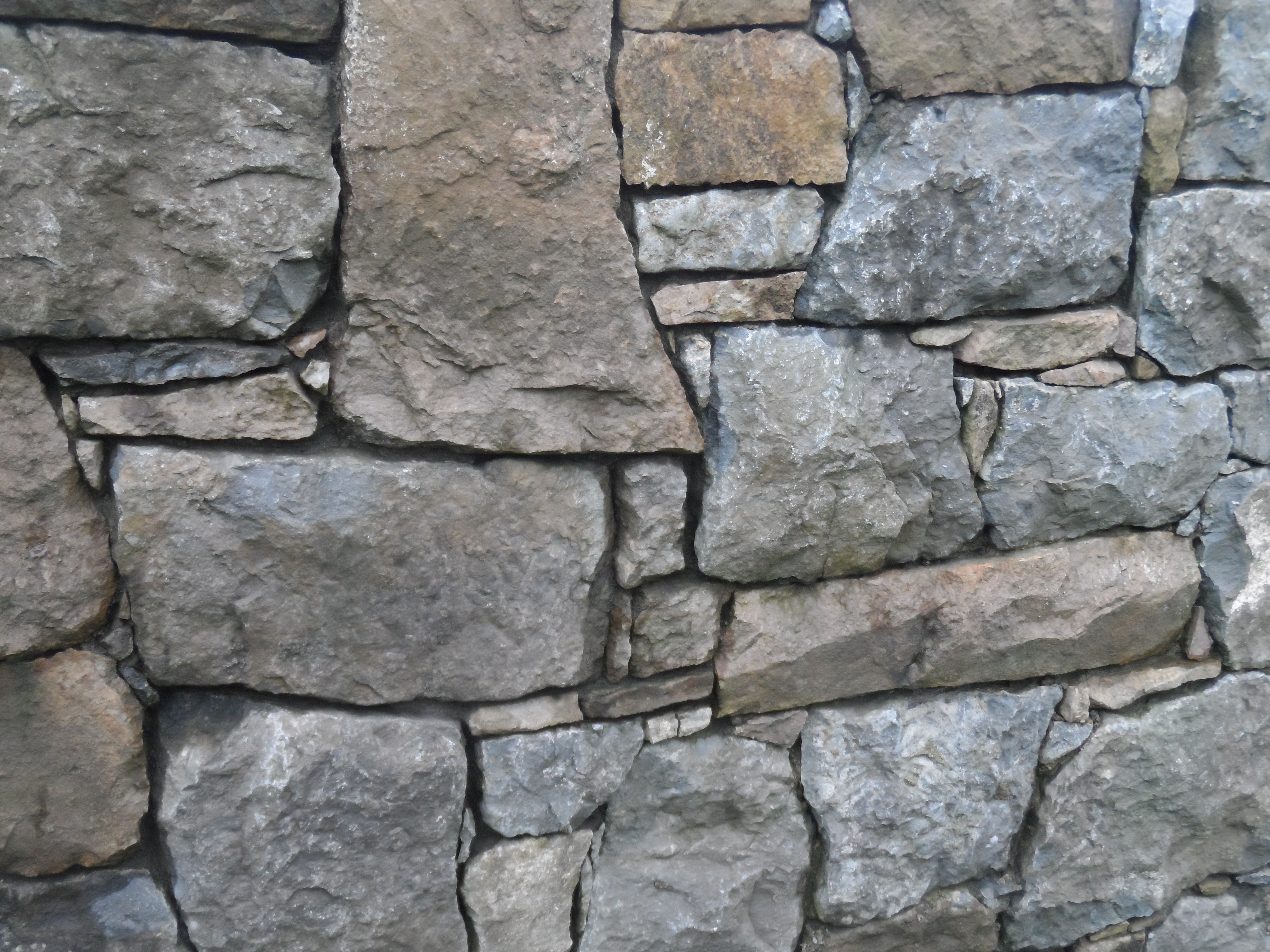
Muro de pedra, Irlanda.

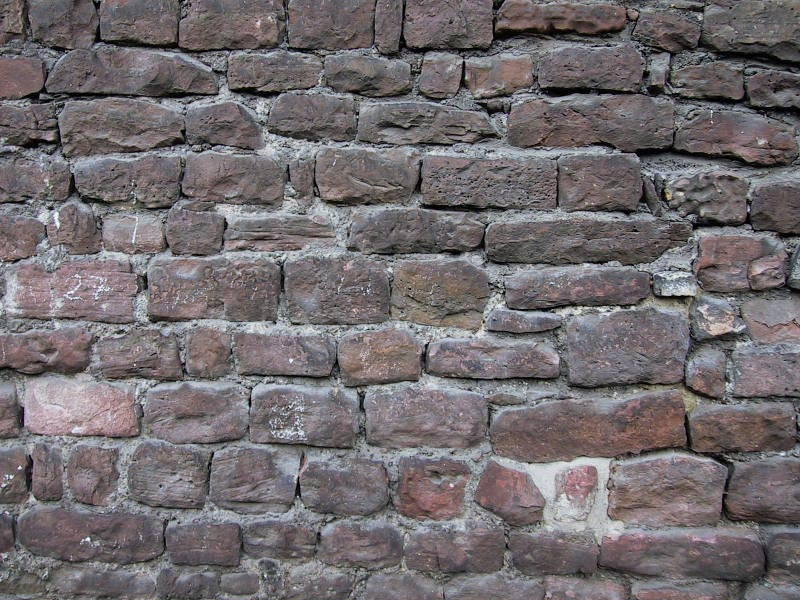
Muralha da cidade em Worms, Alemanha

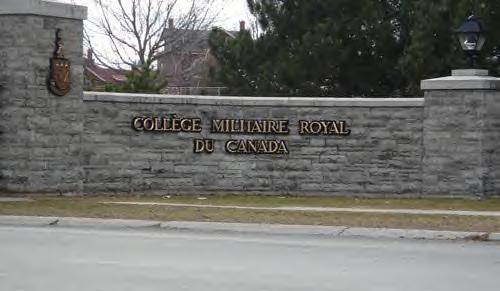
Parede de pedra calcária no Royal Military College of Canada

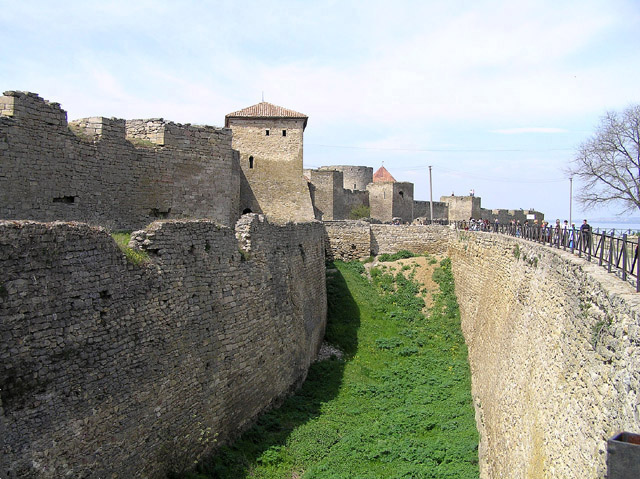
Parede de pedra defensiva e fosso na fortaleza de Akkerman em Bilhorod-Dnistrovskyi, Ucrânia

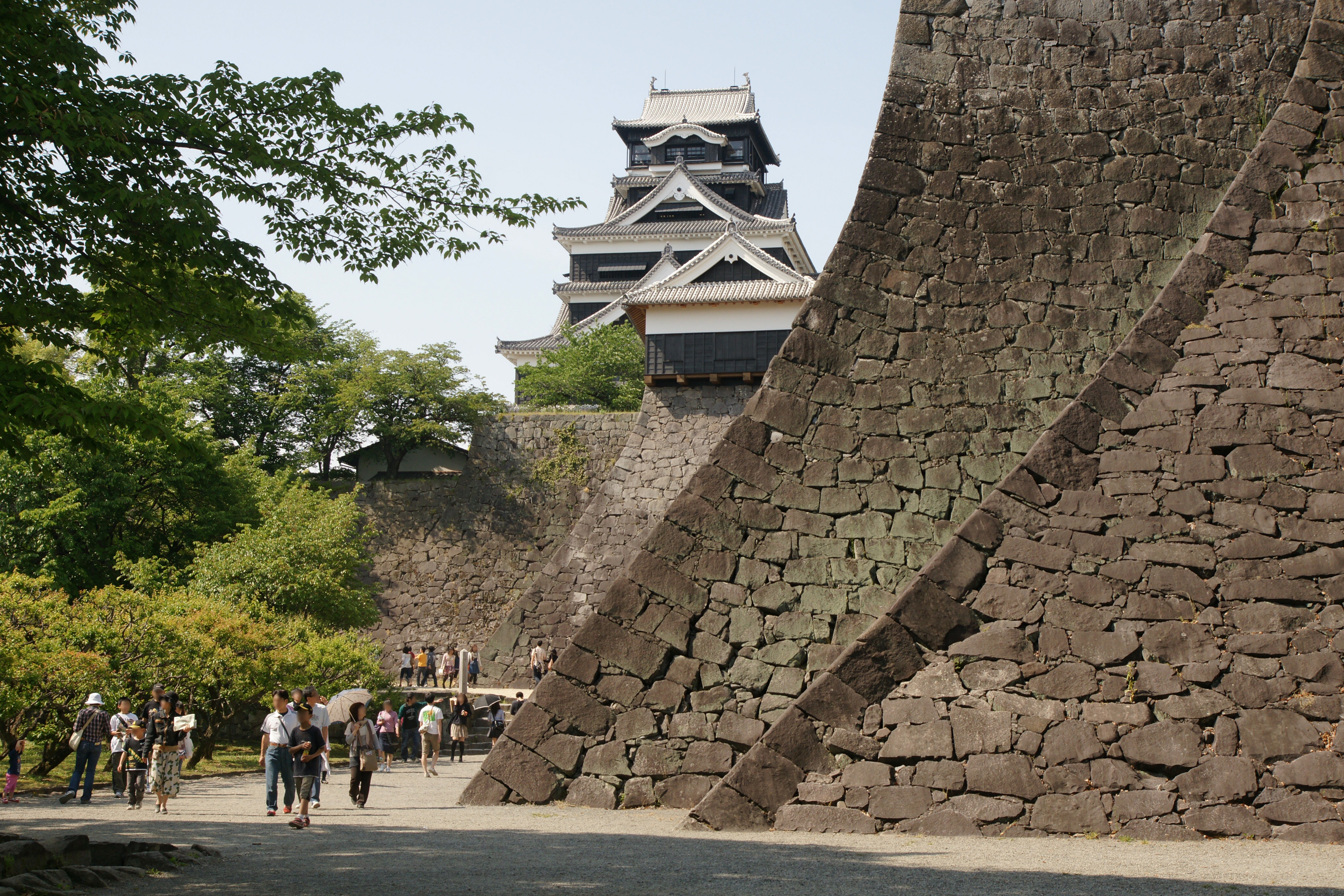
Muro de pedra do castelo de Kumamoto

Paredes de pedra ou muros de pedra são um tipo de construção de alvenaria que tem sido usada há milhares de anos. As primeiras paredes de pedra foram construídas por fazendeiros e povos primitivos, empilhando pedras de campo soltas em uma parede de pedra seca. Mais tarde, argamassa e gesso foram utilizados, especialmente na construção de muralhas da cidade, castelos e outras fortificações antes e durante a Idade Média. Essas paredes de pedra estão espalhadas pelo mundo em diferentes formas. Um dos melhores exemplos é o Muro das Ciclopes em Rajgir, na Índia.

## Materiais
Paredes de pedra são geralmente feitas de materiais locais, variando de calcário e pederneira a granito e arenito. No entanto, a qualidade da pedra de construção varia muito, tanto em resistência às intempéries, resistência à penetração da água quanto em sua capacidade de trabalhar em formas regulares antes da construção. A pedra trabalhada é geralmente conhecida como silhar e é frequentemente usada para cantos em edifícios de pedra. O granito é muito resistente às intempéries, enquanto alguns calcários são muito fracos. Outros calcários, como a pedra de Portland, são mais resistentes às intempéries.

## Dimensões
As estruturas grandes geralmente são feitas de paredes muito grossas, de modo que castelos e catedrais possuem paredes com até 12 pés de espessura. Eles normalmente consistem em um exterior de pedra em camadas e enchimento de entulho. 